# Die Opodeldoks (Roman)
Die Opodeldoks ist ein Kinderbuch von Sepp Strubel und Paul Maar, das 1985 erschienen ist. Es basiert auf dem von Paul Maar geschriebenen Buch für die gleichnamige Produktion der Augsburger Puppenkiste.

## Handlung
Die Opodeldoks – der kleine Deldok, sein Vater, seine Großeltern und sein Onkel – leben im Grasland, wo sie Gras züchten und Hühner halten. Das Grasland ist von hohen Bergen umgeben. Deldok interessiert sich sehr dafür, was hinter den Bergen liegt; seine Familie erklärt ihm jedoch, hinter den Bergen sei nichts. Diese Erklärung stellt Deldok nicht zufrieden, und so unternimmt er verschiedene erfolglose Versuche, über die Berge zu blicken. Schließlich baut er mit Hilfe der intelligenten Henne Helene eine Flugmaschine, mit der er das Grasland verlässt. Auf der anderen Seite der Berge landen Deldok und Helene im Waldland, wo sie bei einer Notlandung voneinander getrennt werden. Deldok trifft auf die Familie der Waldleute und erfährt, dass auch sie ihrer Tochter Mogla erklären, man könne die Berge nicht überqueren, denn auf der anderen Seite gebe es nichts. Deldok versucht, Kontakt zu den Waldleuten zu knüpfen, doch sie jagen ihn davon, weil sie mit Opodeldoks nichts zu tun haben wollen.
Deldok beobachtet, dass der Lebensraum der Waldleute von Robotern bedroht wird, die die Bäume abholzen. Zur gleichen Zeit fliegt die Henne Helene allein durch das Waldland und kommt dem Ursprung der Roboter auf die Spur. Sie entdeckt, dass ein weiterer Opodeldok im Waldland lebt: der Silberdeldok, der das Holz für die Verhüttung von Silbererz verwendet, um seine Silbersammlung zu erweitern.
In der Zwischenzeit vermissen die Opodeldoks im Grasland den jungen Deldok. Nach langem Nachdenken fällt Deldoks Großvater ein, dass es früher einmal einen Tunnel auf die andere Seite der Berge gegeben hat. Gemeinsam legen die Opodeldoks den Tunnel frei und gelangen schließlich ins Waldland.
Als Deldok ein weiteres Mal auf Mogla trifft, gelingt es ihm, sie davon zu überzeugen, dass nicht alle Opodeldoks Feinde der Waldleute sind, und die beiden Kinder freunden sich an. Durch Zusammenarbeit mit den neu eingetroffenen Opodeldoks können die Roboter unschädlich gemacht und der Silberdeldok gefangen genommen werden.
Zwei Jahre später leben die Opodeldoks und die Waldleute in engem Kontakt zueinander. Der Tunnel bleibt geöffnet, und Deldok und Mogla besuchen einander regelmäßig und lernen voneinander die Eigenheiten des Wald- beziehungsweise Graslandes kennen. Auch der Silberdeldok darf bei den Opodeldoks leben, nachdem seine Roboter zur friedlichen Gartenarbeit und zum Transport von Hühnereiern umfunktioniert wurden.

## Themen
Das zentrale Thema des Romans ist die Einschränkung des eigenen Horizonts durch vermeintlich unüberwindbare Grenzen und ihre schließliche Überwindung. Sowohl die Waldleute als auch die Opodeldoks verdrängen die Existenz eines anderen Landes als des eigenen und verbieten ihren Kindern, die Grenze dorthin zu überqueren. Durch die Neugier und Unerschrockenheit der beiden Kinder werden schließlich beide Länder wiedervereinigt und ihre Bevölkerung wächst zusammen, indem sie sich auf ihre Gemeinsamkeiten statt auf ihre Unterschiede besinnt. Das Buch entstand vor dem Hintergrund der deutschen Teilung.
Ein weiteres Thema ist der Kampf einer Gemeinschaft gegen Umweltzerstörung durch die Profitgier einzelner.

## Ausgaben (Auswahl)
- Die Opodeldoks. Aufgeschrieben von Sepp Strubel nach einer Idee und mit vielen Zeichnungen von Paul Maar. Oetinger, Hamburg 1985, ISBN 3-7891-1726-9.
- Die Opodeldoks. Illustrationen von Barbara Scholz. Oetinger, Hamburg 2010, ISBN 978-3-7891-4285-7.

## Bearbeitungen
Basierend auf der Produktion der Augsburger Puppenkiste von 1980 gibt es verschiedene Theaterbearbeitungen. Eine Bühnenfassung von Thomas Klischke und Sophie Linnenbaum wurde 2007 im Fränkischen Theater Schloss Maßbach uraufgeführt. Sie verfassten auf derselben Grundlage auch ein musikalisches Theaterstück, das 2001 und 2012 auf der Naturbühne Hohensyburg zu sehen war.
Eine szenische Lesung von Stefan Kaminski unter der Regie von Frank Gustavus erschien 2010 im Verlag Oetinger Audio (ISBN 978-3-8373-0508-1).